# Jurassic Park (flipperspel)
| Jurassic Park | |
|               | |
| Tillverkare   | Data East |
| System        | DataEast/Sega Version 3 |
| Designer      | Designers: Joe Kaminkow, John Borg, Ed Cebula Programmerare: Neil Falconer, Lonnie D. Ropp, John Carpenter Artwork: Markus Rothkranz Mekanik: Jack Skalon Musik:Brian Schmidt, John Williams Ljud: Brian Schmidt |
| Utgivet       | Juni, 1993 |
| Sålda kopior  | 9 008 (ungefärligt) |

Jurassic Park är ett populärt flipperspel,  utvecklat av Data East och utgivet i juni 1993. Baserat på filmen med samma namn. Spelet är av typen Solid State Electronic (SS).  Noterbart innehåll på detta flipperspel är 3 flipprar, 3  pop bumpers, 6 typer av multibollar, captive ball, samt autoplunger.